# Караджиу, Тома
Тома́ Караджи́у (рум. Toma Caragiu; 21 августа 1925, Коница, Греция — 4 марта 1977, Бухарест, Румыния) — румынский театральный и киноактёр и режиссёр театра.

## Биография
Окончил Институт имени Караджале. Один из крупнейших комедийных актёров Румынии. Выступал в театре, где также ставил пьесы как режиссёр. В кино дебютировал в 1955 году.
Погиб во время Карпатского землетрясения 1977 года. Похоронен на Кладбище Беллу в Бухаресте.

## Фильмография

### Актёр
- 1955 — Красная кувшинка / Nufarul rosu
- 1961 — Романтическое лето / Vara romantica
- 1962 — Улицы помнят / Strazile au amintiri
- 1963 — / Politica si… delicatese
- 1964 — Квартал Веселья / Cartierul veseliei (в советском прокате «Династия непокорённых»)
- 1964 — Лес повешенных / Padurea spânzuratilor — австрийский капитан
- 1965 — Белый процесс / Procesul alb
- 1966 — Гайдуки / Haiducii — Распотитул (Расстрига)
- 1966 — Время снегов / Vremea zapezilor
- 1967 — Недра / Subteranul — Флореску (в советском прокате «Катастрофа на Чёрной горе»)
- 1967 — Властитель тайных душ / Șeful sectorului suflete — Horatiu
- 1967 — Нокаут / K.O. — Olympian
- 1968 — Похищение девушек / Răpirea fecioarelor — (не указан в титрах)
- 1968 — Месть гайдуков / Răzbunarea haiducilor — (не указан в титрах)
- 1970 — Приключения гайдука Ангела / Haiducii lui Șaptecai — Распотитул
- 1970 — Сотворение мира / Facerea lumii — бизнесмен Маринеску
- 1970 — Оперативная группа действует / Brigada Diverse intră în acțiune — капитан Панаит
- 1971 — Оперативная группа в тревоге / Brigada Diverse în alertă! — капитан Панаит
- 1971 — Неделя безумных / Săptămîna nebunilor — Распотитул
- 1971 — Оперативная группа в горах и на море / B.D. la munte și la mare — капитан Панаит (в советском прокате «Потерянные миллионы»)
- 1972 — Приданое княжны Ралу / Zestrea domniței Ralu — Распотитул
- 1972 — Взрыв / Explozia — Корбэ
- 1972 — Любовь начнётся в пятницу / Dragostea începe vineri
- 1972 — Городская застава / Bariera — seful de post de jandarmi Eftimie
- 1972 — Чиприан Порумбеску / Ciprian Porumbescu — полковник
- 1973 — / Administratorul de bloc … Administratorul (ТВ, к/м)
- 1973 — / Tatal risipitor
- 1973 — Август в огне / August in flacari (сериал)
- 1974 — Хозяева / Proprietarii
- 1974 — Мы не снимались, мы развлекались / Nu filmăm să ne-amuzăm
- 1974 — Три секретных письма / Trei scrisori secrete
- 1975 — Актёр и дикари / Actorul și sălbaticii — Costica Caratase
- 1975 — Мастодонт / Mastodontul — Гоган
- 1975 — Дом в полночь / Casa de la miezul noptii
- 1975 — Операция «Чудовище» / Operațiunea Monstrul
- 1976 — Одиночество цветов / Singurătatea florilor — таксист Григорэ Паску
- 1976 — / Marele singuratic
- 1976 — Премьера / Premiera — Titi Precup
- 1976 — / Gloria nu cînta
- 1976 — Серенада для 12 этажа / Serenada pentru etajul XII — strungarul pensionar Firu
- 1977 — За мостом / Dincolo de pod
- 1978 — Булава за тремя печатями / Buzduganul cu trei peceti — Памфилие / отец Траистэ